# Altomünster
Altomünster è un comune tedesco di 7 311 abitanti, situato nel land della Baviera.